# Dickinson, Dakota de Nord
Dickinson este sediul comitatului Stark (conform originalului din engleză, Stark County), unul din cele 53 de comitate ale statului american Dakota de Nord. Populația localității fusese de 17.787 de locuitori la recensământul din anul 2010.
1. ↑   https://dickinsongov.com/mayor/, accesat în 13 iulie 2022 Lipsește sau este vid: |title= (ajutor)
2. ↑  2010 U.S. Gazetteer Files, accesat în 9 iulie 2020